# Ulrich Benzel
Ulrich Benzel (* 21. März 1925 in Neustettin; † 30. März 1999) war ein deutscher Gymnasiallehrer und Märchensammler. 
Benzel wurde 1954 an der Universität Marburg mit einer Dissertation über „Die dörfliche Kultur der sudetendeutschen Gemeinde Roßhaupt und ihre Wandlungen nach der Vertreibung“ zum Dr. phil. promoviert. Er lebte als Gymnasiallehrer, zuletzt Oberstudienrat, in Lauterbach (Hessen). 
Er sammelte und veröffentlichte Märchen, Sagen und Legenden aus seiner Heimat Pommern, aus dem Sudetenland, aus dem Kaukasus und aus anderen Regionen. 

## Schriften (Auswahl)
- Sudetendeutsche Volkserzählungen. Elwert, Marburg 1962.
- Kaukasische Märchen. Englisch, Wiesbaden 1976.
- Märchen und Sagen der Deutschen aus Böhmen und Mähren. 2 Bände. Pustet, Regensburg 1980.
- Pommersche Märchen und Sagen. Band 1, Kreis Neustettin. 1980.
- Märchen, Sagen und Schwänke aus Lauterbach und dem Vogelsbergkreis. Lassleben, Kallmünz 1991.